# Stevenage
Stevenage es una ciudad y distrito del condado de Hertfordshire, en Inglaterra. Se encuentra entre Letchworth, al norte y Welwyn Garden City, al sur. En 2001 tenía una población de 79 724 habitantes.

## Toponimia
Stevenage deriva del inglés antiguo, significando algo así como "(el lugar de) el fuerte roble".
El nombre fue acordado como Stithenaece, en el año 1060 y Stigenace en 1806.

## Historia
La situación actual de Stevenage se encuentra cerca de una calzada romana que va desde Verulamium hasta Baldock. Restos anglo románicos fueron descubiertos durante la construcción de la Nueva Ciudad y una colección de cerca de 2000 monedas romanas de plata fueron halladas durante la construcción de una casa en la parte Chells Manor de Stevenage. La más substancial evidencia de actividad romana en Stevenage son las Seis Colinas (the Six Hills), seis túmulos del lado de la antigua Great North Road- presumiblemente el lugar de enterramiento de una familia local. Un poco al este de los dominios romanos fue construido el primer campamento sajón en un claro en el bosque, donde la iglesia, el ayuntamiento y el primer pueblo serían construidos mucho más tarde. Luego surgieron otros asentamientos en las cercanas zonas de Chells, Broadwater y Shephall. La primera parte de la iglesia de San Nicolás data del siglo XII pero probablemente se construyó bastante antes. La lista de sacerdotes y rectores conocida es relativamente completa a partir de 1231.
El 9 de agosto de 1986, el grupo británico Queen tocó en Stevenage su último concierto en directo, perteneciente a la gira Magic Tour. El bajista del grupo, John Deacon, arrojó su bajo contra los amplificadores al terminar la canción "Radio Ga Ga".

## Demografía
La población ha variado mucho a lo largo del tiempo, siendo de 1430 habitantes en el año 1801, de 4049 en 1901 y de 79 724 habitantes en el año 2001. El mayor incremento de la población sucedió entre los años 1950 y 1960, después de que Stevenage fuera nombrada ciudad bajo el amparo de The New Towns Act of 1946.